# آي شيا
آي شيا (بالصينية: 艾霞) (ولدت 29 نوفمبر 1912 – وتوفت 15 فبراير 1934) كانت ممثلة سينمائية صينية وكاتبة سيناريو. انتحرت في عام 1934 وكانت أول ممثلة صينية تنتحر. كان انتحارها مصدر إلهام للفيلم الكلاسيكي نساء جديدات من آخراج كاي تشوشينغ وبطولة الممثلة روان لينغيو ، التي قتلت نفسها أيضًا بعد فترة قصيرة من إصدار الفيلم.

## أفلام
- (Adventures in a Battlefield (1922
- (Jiu hen xin chou (1922
- (Chuncan (1933
- (Good Harvest (1933
- (Sons and Daughters of the Times (1933
- (A Woman of Today (1933
- (Two Verses One (1933
- (Cosmetics of Market (1933
- (Spring Silkworms (1933

## الحياة والمهنة
وُلدت آي شيا باسم «يان ينان» (严以南) في 29 نوفمبر 1912 في تيانجين لعائلة كبيرة من الطبقة المتوسطة. التحقت بالجامعة. بعد التخرج ، وقعت في حب ابن عمها ورزقت بطفل منه. رفضت عائلتها العلاقة ، مما أدى إلى تركها عشيقها. في عام 1928 ، كانت تخطط للزواج ولكنها قررن لاحقًا مغادرة المنزل متوجهة إلى شنغهاي لمتابعة مهنة في التمثيل.

## الموت والتاثير
انتحرت آي شيا في عام 1934 بتناول الأفيون الخام. كونها أول ممثلة في جمهورية الصين تنتحر يعتبر وفاتها من الأيقونات في السينما الصينية.
فيلم نساء جديدات مبنى على حياتها. من بطولة الممثلة روان لينغيو التي انتحرت أيضًا بعد وقت قصير من إصدار الفيلم في عام 1935. ومن المتوقع أن يكون المخرج كاي تشوشينغ كان على علاقة عاطفية مع آي شيا، وبالتالي صنع الفيلم عن حياتها لأسباب شخصية ومعرفته لها.